# Yevlax flygplats
Yevlax flygplats (IATA: YLV, ICAO: UBEE) (azerbajdzjanska: Yevlax Hava Limanı) är en flygplats i nordvästra Azerbajdzjan. Den ligger i distriktet Yevlax, 230 km väster om huvudstaden Baku och servar Yevlax stad, en stad med över 69 000 invånare (2020).
Yevlakhs flygplats har funnits sedan Sovjetunionens tid men har på senare tid genomgått renoveringsarbeten. Den 10 september 2013 invigdes den nya flygplatsen av Azerbajdzjans president Ilham Aliyev. Detta symboliserar landets infrastrukturella utveckling och framsteg då flygplatsen nu kan hantera större flygplan och uppfyller internationella standarder.
Yexlax flygplats ligger 16 meter över havet och har en landningsbana i kompassriktningarna 12/30. Banan är 2 520 lång och asfalterad. Flygplatsen ingår i Bakus flyginformationsregion.
Tanrıqulular, strax norr om Yexlax, i samma distrikt, har också en flygplats, avsett för mindre flygplan.
Yevlax har tidigare servats av Azerbaijan Airlines men 2024 finns inga avgångar.